# Бірґіт Ган
Бірґіт Ган (нім. Birgit Hahn, 29 червня 1958) — німецька хокеїстка на траві.
Срібна призерка Олімпійських Ігор 1984 року.